# Hugo Seco
Hugo André Rodrigues Seco vagy gyakran csak Hugo Seco (Lousã, 1988. június 17. –) portugál labdarúgó, posztját tekintve középpályás, csatár.

## Pályafutása
Hugo Seco a portugál Académica de Coimbra egyesületénél nevelkedett. 2007 és 2014 között egy máltai kitérő kivételével kisebb portugál csapatokban futballozott, mígnem 2014-ben leigazolta őt nevelőegyesülete. 2016-ban a bolgár Cserno More Varna, 2017-ben a portugál Feirense, 2018-ban pedig a kazah Jertisz Pavlodar játékosa volt. 2019 januárja óta a Kisvárda játékosa.

## Külső hivatkozások
- Hugo Seco profilja a Transfermarkt.com-on (english nyelven). transfermarkt.com